# El método formal en los estudios literarios
El método formal en los estudios literarios es una obra de crítica literaria escrita en 1928 por el teórico ruso Mijaíl Bajtín, y por otro intelectual de su círculo: Pável Medvédev.La obra examina el formalismo ruso, cuestionando sus limitaciones teórico-críticas, al tiempo que propone una nueva doctrina sociológica para el estudio de la literatura.

## Contexto
En 1928, el formalismo ruso se hallaba en plena lucha contra la línea oficial impuesta por el marxismo. Si León Trotski declaraba la superioridad de un arte realista y al servicio del pueblo, los formalistas rusos (Eichenbaum, Shklovski) defendían un arte desinteresado, "inútil" en el sentido kantiano del término. Para cuando Bajtín (o Medvédev) escribe su crítica al formalismo, este se halla muy debilitado, incapaz de hacer frente a los ataques del régimen marxista. La mayoría de sus integrantes se hallan exiliados o expulsados de la Universidad. Su defensa del arte por el arte no halla cabida en una sociedad dogmática que hace prevalecer los intereses de la revolución proletaria por encima de la libertad artística.

## Contenido
Frente a un método formal ajeno a la vida y a la verdadera naturaleza de la literatura, Bajtín propone una doctrina sociológica que estudiaría el lenguaje literario como lenguaje ideológico. Este no se opondría al lenguaje comunicativo, sino que interactuaría con otros tipos de comunicación ideológica. Todos estos fenómenos se hallan, según el autor, subordinados a una ley socioeconómica única. Se trata, pues, de una perspectiva materialista donde todo (incluida la palabra) se encuentra en el mundo exterior y objetivo.